# Drymonia purpurascens
Drymonia purpurascens är en fjärilsart som beskrevs av Edward Alfred Cockayne 1951. Drymonia purpurascens ingår i släktet Drymonia och familjen tandspinnare. Inga underarter finns listade i Catalogue of Life.